# ابو طالب (موسیقی‌دان)
ابو طالب (انگلیسی: Abu Talib؛ ۲۴ فوریهٔ ۱۹۳۹ – ۸ اکتبر ۲۰۰۹) یک موسیقی‌دان اهل ایالات متحده آمریکا بود. وی بین سال‌های ۱۹۵۶ تا ۱۹۹۴ میلادی فعالیت می‌کرد.